# José Romeu y Parras

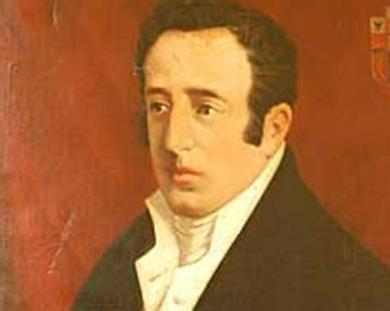
José Romeu y Parras (1778-1812). Retrato de José Romeu que se encuentra en el despacho de alcaldía del ayuntamiento de Sagunto.

José Francisco Pelegrín Romeu y Parras (Sagunto, 1778 – Valencia, 1812). Héroe saguntino. Guerrillero y Comandante de los Batallones de Milicia Urbana de Murviedro durante la Guerra de la Independencia española.

## Biografía

### Primeros años

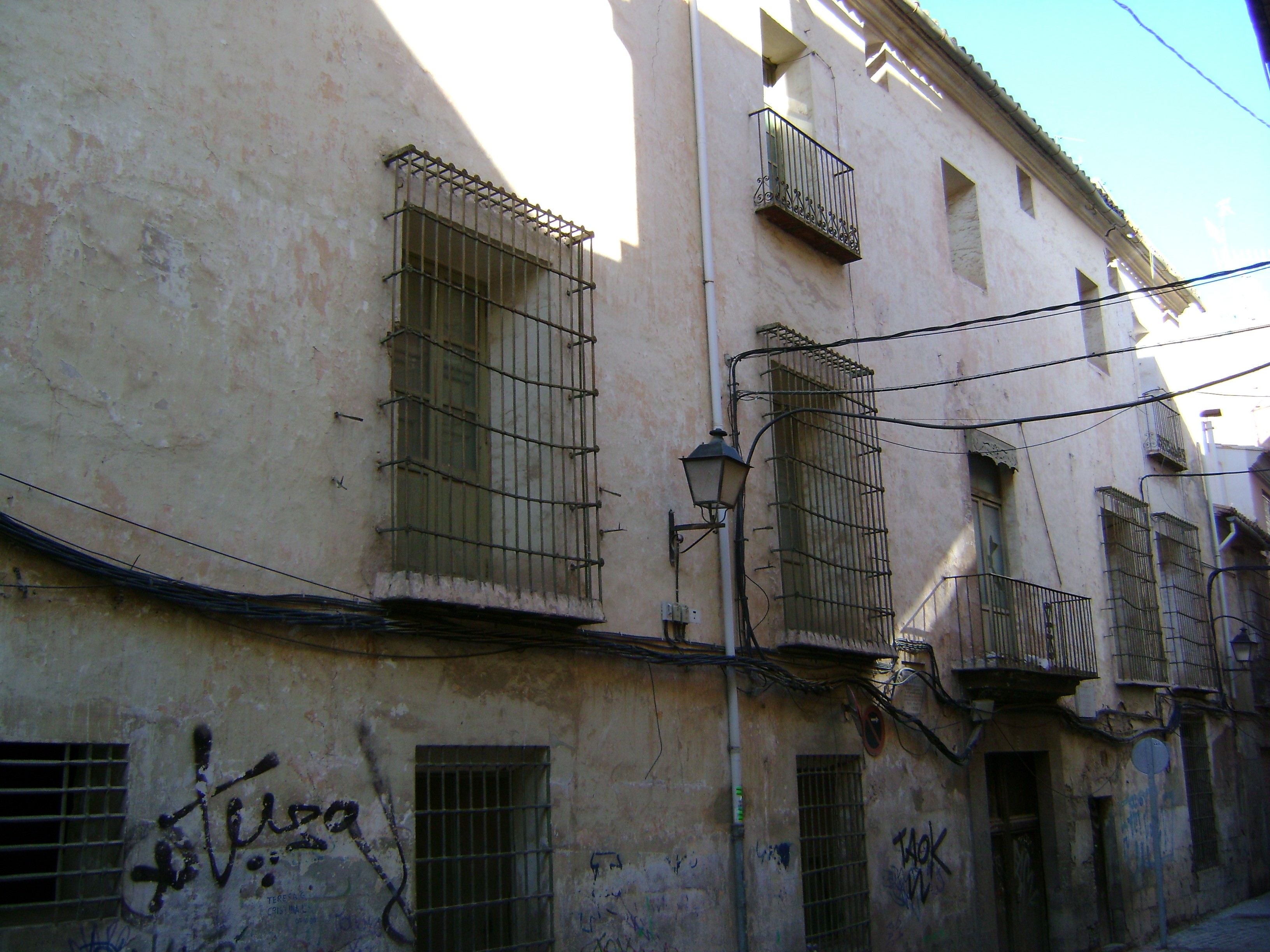
Casa natal de José Romeu en Sagunto. Actualmente se encuentra en estado casi ruinoso

José Romeu y Parras nació en la villa de Murviedro (actual Sagunto, provincia de Valencia) el 26 de enero de 1778. Hijo de José Romeu y Mates y Francisca Parras y Casasús. Nació en la casa ubicada en el número 7 de la calle Tintoreros (actualmente calle de Romeu).
Debido a la elevada posición de su familia, recibió una esmerada educación. Esta educación, junto con su carácter amable, hizo que se ganase el aprecio de sus conciudadanos. A esto se le unió su valor y su pericia para manejar a las gentes, lo que le valió para ser nombrado comandante de las milicias de Murviedro.
En 1800 contrae matrimonio con María Correa y Navarro, joven natural de San Roque (Cádiz). Al poco de contraer matrimonio, fallece su padre, obligándole a hacerse cargo de los negocios familiares. La casa de comercio Romeu y Comp. se dedicaba al suministro de vinos y licores, y también era la encargada de abastecer al ejército y a la armada, prestando por este motivo importantes servicios a la patria que no siempre fueron recompensados como se merecían, incluso ocasionando grandes pérdidas durante la guerra de la independencia que propiciaron la quiebra de esa importante casa.
Fruto de su matrimonio, Romeu tuvo 3 hijos: José (1804), Ana Matilde (1807) y Matilde.

### La guerra
El 25 de mayo de 1808 se alista en el ejército según una orden expedida por la Junta de Valencia obligando al alistamiento de todos los hombres útiles desde los 16 a los 40 años. Se crea en Sagunto una Junta para activar la organización y el armamento de las milicias, según las órdenes que llegaban desde Valencia, de la cual formaba parte Romeu.
En junio del mismo año fue nombrado comandante de las milicias de Murviedro por la Junta. Recorrió los pueblos cercanos a Sagunto con el fin de captar gente. Llegó a reunir 2.000 hombres. Ese mismo mes se presentaron en Sagunto todos los hombres reclutados, frente a la explanada de San Francisco. Allí formados Romeu los arengó con las siguientes palabras:

“Volemos, hijos de Sagunto, volemos al campo del honor. Preso nuestro rey, vilmente hollada nuestra patria, juremos no doblar jamás la cerviz al yugo afrentoso de esos advenedizos engañadores que, so color de amistad, pretenden tiranizarnos: Vencer ó Morir sea el juramento irrevocable de la división saguntina”

La columna partió, con Romeu al frente de la división, desde la explanada de San Francisco por la calle Real dirección a Valencia. En Valencia vencieron los españoles a las órdenes de Saint-Marcq a los franceses, pero antes sufrieron derrotas en el puente de Pajazo y en Cabrilla. No se sabe seguro si Romeu tomó parte en estas desgraciadas acciones, pero parece indicar que así fue. Lo que sí es seguro es que Romeu combatió a las órdenes de Saint-Marcq en Valencia. Después de vencer a los franceses en Valencia, regresó Romeu a Sagunto y allí estudió táctica militar.
En septiembre de 1808 viaja a Madrid para atender asuntos de familia en las oficinas del Estado. Permanece allí hasta diciembre de ese mismo año, cuando Napoleón entra con su ejército en Madrid. En lugar de volver a su ciudad, Romeu se ofrece al teniente general Manuel Miranda Gayoso, el cual le otorga un puesto preferente en las puertas de Recoletos y Veterinaria. A pesar de rendirse la Villa de Madrid, Romeu consigue escapar. En su huida es herido por una descarga en su brazo izquierdo. Herido y sin el dinero y sus documentos que le habían hecho viajar a Madrid, volvió a su ciudad.
En 1809 es nombrado Capitán de la Compañía de Granaderos que se organizó en Murviedro. Al frente de esta compañía, Romeu marchó a Morella, que se encontraba sitiada, a combatir bajo las órdenes del General Roca. Desde aquí fue a Albentosa (Teruel), donde consiguió arrebatar varios convoyes a los franceses.

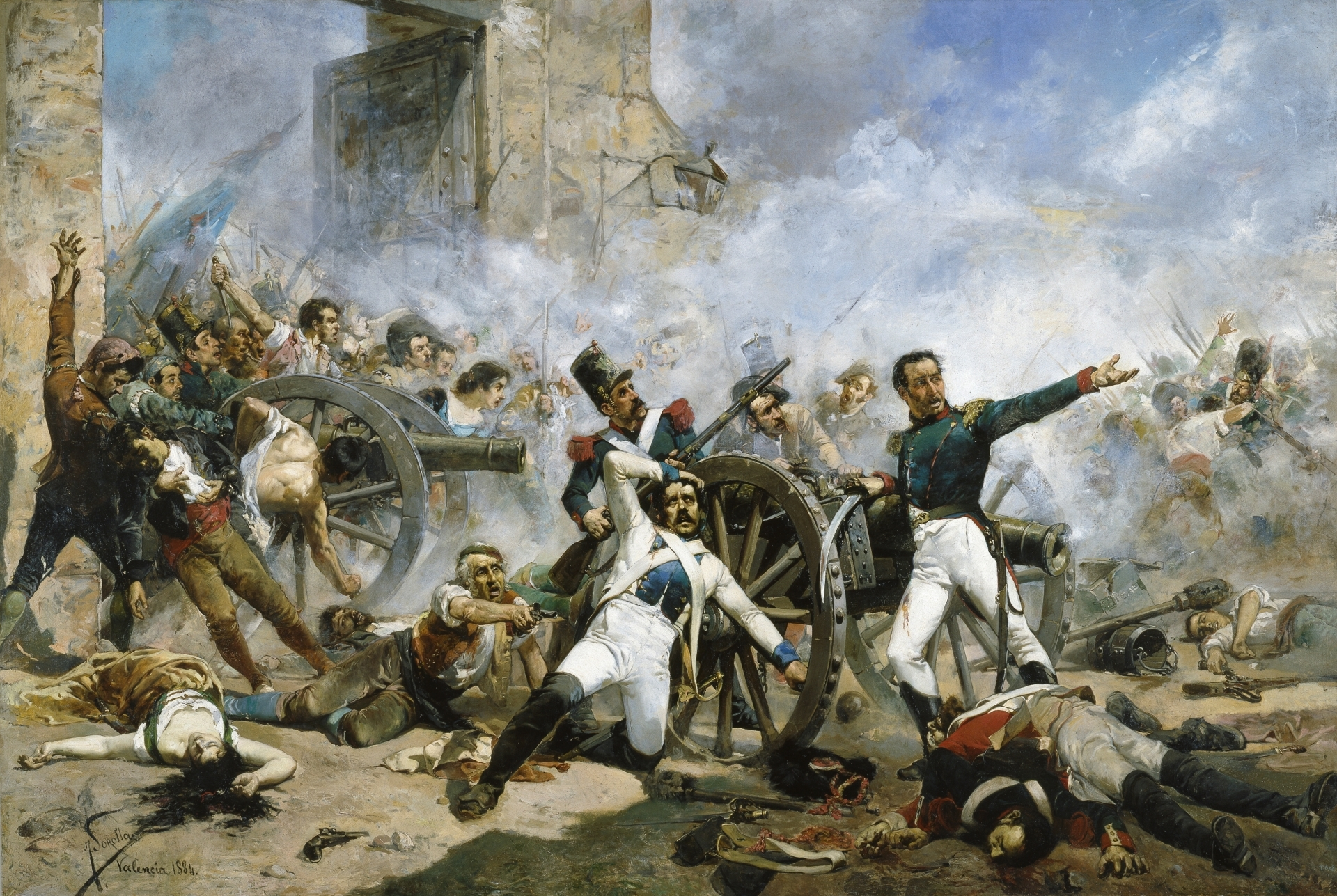
Guerra del Francés

En marzo de 1810, el Mariscal Suchet avanzaba hacia Valencia y Romeu picó incesantemente su retaguardia. Al paso de los franceses por Murviedro, estos se vengaron y destrozaron sus pertenencias. Se apoderaron también de su dinero y otros papeles a pesar de que la esposa de Romeu los había escondido en un huerto de su propiedad.
En ese mismo mes fue nombrado comandante de los dos batallones de milicias honradas de Cheste y Chiva, que componían el quinto cuerpo saguntino.
El 25 de octubre de 1811, se libra la batalla de Sagunto con derrota para los españoles. Romeu, al frente de los 2 batallones de las Milicias Honradas de Cheste y Chiva, se acuartela en Ribarroja del Turia para defender el puente sobre el Turia de esta población. Para el ejército francés, que venía de Aragón, este era paso obligado antes de asediar Valencia. A pesar de la derrota, Romeu mereció el reconocimiento por la defensa del puente del General Blake.
Cuando se rindió Valencia a los franceses, se disolvieron casi todas las milicias organizadas en el Reino de Valencia. Romeu se dirigió entonces a Alicante a ofrecer sus servicios a la Junta de Guerra de aquella ciudad. Mientras tanto, su mujer se escondía en las montañas con sus 3 hijos.
En 1812 organiza levantamientos populares en varios pueblos de Alicante. Cruza los montes de Elche y dispersa una partida enemiga que intentaba cortarle el paso en las Pedreras. Desde ahí continúa hacia Novelda, desde donde va a reunirse con los campesinos en “Les Salinetes”. Acuden voluntarios de Caudete, Fuente de la Higuera, Ibi, Cocentaina, Bocairente, y logra formar un completo grupo de guerrilleros. En Onteniente se entrevista con el guerrillero Cortés, y juntos reúnen ya unos ochocientos hombres, que como bautismo real de sangre tendrán un duro enfrentamiento entre Jijona y Muchamiel. 
Tras organizar las guerrillas del valle de Albaida, Romeu parte a nuevos destinos. Combates en Cocentaina, Alcoy, Petrel, Albaida.
Pronto los franceses se dieron cuenta de los conocimientos militares que tenía y de sus habilidades para levantar el ánimo a los españoles, y comenzaron a perseguirle activamente. Romeu se refugió en Alatoz, al pie de la sierra de Chinchilla en los límites de las provincias de Albacete y Cuenca y se convierte en el lugar de recluta y entrenamiento de los voluntarios.
De tal manera se atemorizaron los franceses, que contra el campamento dirigen los ataques de la Brigada de Maupoint, compuesta del 4.º regimiento de Cazadores Napolitanos, parte del 16.° de Húsares y del 11.º de Cazadores de línea. Los resultados obtenidos son que cada ataque es un fracaso francés y un nuevo motivo de orgullo para Romeu y los suyos. Recibidos refuerzos, Maupoint ataca de nuevo y vuelve a sufrir otro descalabro. La misma suerte corrió el general Pàris que intentó en vano recuperar el honor perdido por su antecesor.
No pudiendo los franceses capturar a Romeu, intentaron atraerle por medio de la persuasión. El Mayor Comandante de Valencia, Anné, le remitió un pliego por conducto de Jacomet, gobernador de Buñol, en el cual le ofrecía todas las consideraciones y todo tipo de protección si regresaba pacífico a su hogar. Romeu rechazó la oferta por escrito y lo volvió a intentar el general Suchet. Esta vez, también rechazó Romeu la oferta escribiéndole:

“Que mientras hubiese un palmo de terreno libre en España, le había de defender como buen patriota y fiel súbdito de su augusto monarca el señor D. Fernando VII, y que la suerte de su patria había de ser la suya.”

Poco tiempo después recibió una orden de su jefe inmediato, el excelentísimo señor D. Luis de Bassecourt, por la cual reclamaba todos los oficiales, sargentos, cabos y soldados dispersos que se le habían unido y que formaban el grueso de su ejército. Protestó Romeu pero acabó cediendo, quedando casi desamparado y solo.
Suchet da órdenes de que varias facciones de su ejército recorran el ala izquierda de la provincia de Alicante que era el lugar donde operaba Romeu. Romeu subió hasta Buñol, donde sorprendió a una columna francesa a la cual derrotó. Esto enfureció aún más a Suchet que reiteró las órdenes de que se le persiguiera sin descanso. Jacomet le presentó batalla en Dos Aguas, lo que supuso un nuevo descalabro. Romeu organiza sus tropas sobre el terreno y dispone que 160 infantes se sitúen en las alturas inmediatas al terreno sobre el que él mismo evolucionaría con su Cuerpo de infantes y caballería. Jacomet, en unión con el comandante de Requena, el coronel Merche, intentó de nuevo atraparlo. Nuevo ataque de Cabrera, Villetar-Laquerrie, Merche y Jacomet a la columna de Romeu. El buen hacer de este le lleva a derrotar nuevamente aquella importante formación francesa, tras un arrollador ataque llevado a cabo el 30 de mayo de 1812.
Debido a los continuos ataques de Romeu contra los convoyes franceses, Suchet se vio obligado a formar numerosas columnas para que estuvieran en su continua persecución y evitar así que les interceptasen víveres y correspondencia.

### Captura y muerte
Así, en junio de 1812, lo que no pudieron conseguir las tropas francesas, lo consiguió la traición de un español. Suchet había prometido una recompensa a quien entregara a Romeu. Este paisano, conocido con el mote de “Recelós”, siguió a Romeu por los montes, avisando al comandante Saint-Georges, que se encontraba en Liria, de que Romeu se dirigía con solo 40 caballos en dirección a Sot de Chera, en las montañas de la Serranía Valenciana, donde solía pernoctar. Esa noche del 6 de junio, Saint-Georges mandó 4 divisiones con unos 1.800 soldados para que cayesen sobre Sot de Chera hacia la madrugada. Romeu se vio sorprendido y no tuvo ni tiempo de empuñar un arma y vender cara su vida.
A la mañana siguiente, el 7 de junio, Romeu fue conducido a Valencia, donde Suchet esperaba que Romeu se convirtiera a la causa gala, influyendo en sus conciudadanos y alcanzar así la pacificación de la provincia. Mazzuchelli, el gobernador superior de Valencia, envía al teniente Gavilán a convencer a Romeu de que se una a la causa francesa. Romeu, indignado le contestó:

“Diga Ud. a su general que Romeu es un español, y un español que nació en Sagunto”.

Saint-Cyr y Mazzuchelli quedan admirados de su honradez pero intentan convencerlo por otros medios. Sabiendo que Romeu era amigo de Manuel Domingo Morales, Oidor de la Audiencia, y de Juan Álvarez Posadilla, fiscal de la misma, Suchet ordenó que sus amigos le hicieran saber por escrito que si reconocía a José I como rey, lo declararían prisionero de guerra, y en caso contrario lo condenarían a muerte.
Romeu recibe la carta de sus amigos pero les contesta con una nueva negativa en una carta escrita.

“(…) Cuando tomé las armas en 1808 juré muy tranquilo, pero muy decidido, vencer ó morir en defensa de la causa justa, y este pensamiento lo cumpliré muy gustoso, porque yo no soy español sólo en el nombre, sino un español que desprecia la vida, siempre que mis deberes lo exigen, como en el caso presente (…)”

Durante el consejo de guerra continuó con la misma actitud heroica, desatando la ira de Mazzuchelli. A pesar de todo, la comisión de guerra no se atrevió a fallar en un proceso que el acusado debía considerarse como un prisionero de guerra. Pese a ello, Suchet preguntó cuando se le informó si Romeu se había retractado en su declaración y si se había sometido al gobierno de S.M. Al informarle que no, Suchet dijo: “Pues tampoco se retracta el Mariscal del Imperio” y tomó la pluma y escribió:

D. José Romeu morirá precisamente ahorcado dentro de doce horas, y sus bienes serán prontamente confiscados.

Suchet le ofreció nuevamente perdonarle la vida a cambio de que se retractara. Nuevamente se negó.
Así, la mañana del 12 de junio de 1812, entró Romeu a la plaza del Mercado, donde se había levantado un cadalso y situado frente al patíbulo exclamó:

“Oh patíbulo ignominioso… hoy va Romeu a honrarte con su sangre!”

Romeu fue ahorcado con 34 años de edad, dejando en el mayor abandono y miseria mujer y 3 hijos.
Sus restos fueron acompañados por los cofrades de la Cofradía de la Virgen de los Desamparados hasta el cementerio de Carraixet, en Tabernes Blanques. El cementerio, junto al barranco del Carraixet, está dedicado exclusivamente para los ajusticiados. Allí reposan los restos mortales de Romeu en una fosa común.

## Reconocimiento

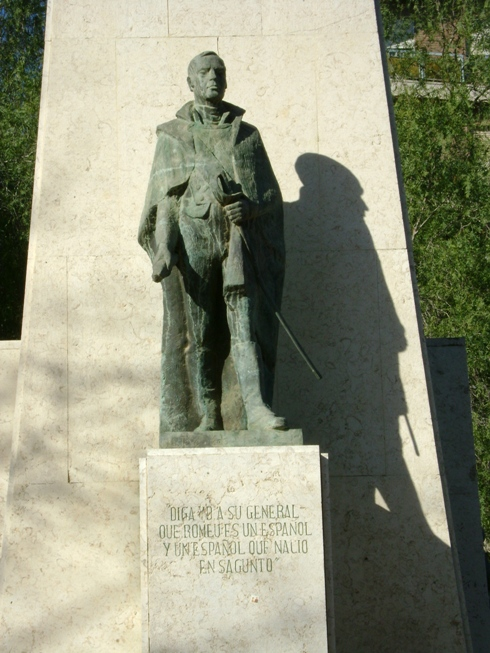
Monumento a Romeu en la glorieta de Sagunto

Toda la nación se indignó al conocer el asesinato ordenado por el Mariscal Suchet. La junta superior provincial de Valencia, el 16 de junio de 1812, redactó un acta de venganza contra los jefes y generales franceses, a quien mandaba ahorcar si caían prisioneros. También se decretó que se levantara un monumento que perpetuase su memoria en el mismo lugar donde fue ahorcado.
Cuando Fernando VII fue restablecido en el trono, después de oír al Tribunal especial de Guerra y Marina, concedió a la viuda del héroe saguntino la pensión correspondiente a teniente coronel. A su hijo D. José le concedió plaza de cadete en el colegio de Gandía y a sus 2 hijas 150 reales al mes sobre el fondo de espolios y vacantes.
En 1888, en su ciudad natal se levantó un monumento, a petición del cronista Antonio Chabret. Consistía en un zócalo de caliza, una columna de 2,20 m de mármol y coronada por un busto de Romeu. Se ubicó en la Glorieta ( Plaza Cronista Chabret), plaza que se encontraba entre el convento de San Francisco y el Ayuntamiento. En la década de 1970, se remodeló la plaza y se trasladó el monumento al colegio público que llevaba su nombre. Permaneció en el patio del C.P. José Romeu hasta que en la década del año 2000 se reubicó junto a la casa natal del héroe.
Por orden del ayuntamiento, en 1974, se construyó un nuevo monumento más moderno y grande que se ubicó en la plaza de la Glorieta. Fue inaugurado el 24 de octubre de 1976. 
En el año 1888 se cambió el nombre de la calle donde vivió, la calle Tintoreros, pasándose a llamar Calle Romeu, donde se colocó una placa de mármol que así lo recuerda.
En 1888, la regente María Cristina decidió otorgar a su primer nieto varón, José Romeu Crespo, el título de Conde de Sagunto. 
En 1908, con motivo del centenario del alzamiento de los españoles, se publicó un folleto con la biografía de Romeu que publicara en 1888 Antonio Chabret.
En 1912, con motivo del centenario de la muerte del héroe, se celebran las fiestas centenarias en Sagunto y Valencia, con procesiones cívicas en ambas ciudades. En Valencia se descubre una lápida conmemorativa en la Lonja, lugar donde fue ejecutado, tal y como decretó la Junta Superior de Valencia en 1812. En Sagunto se estrena el himno “Gloria a Romeu”, escrito por Enrique Batalla Vives, letra, y Antonio Palanca Masiá, música. Fue interpretado por el Regimiento Badajoz número 73 y los coros del Gran Teatro del Liceo de Barcelona, bajo la dirección de Julián Palanca Masiá. En el mismo acto pronunciaron discursos Vicente Dualde y Teodoro Llorente.
En Valencia, cerca de la calle Sagunto, el Ayuntamiento dedicó un busto al héroe Romeu, obra del escultor Florencio Ramón. Es un busto realizado en piedra y colocado sobre una columna con capitel romano.
Con motivo del bicentenario de su muerte, en Sagunto se inauguró un parque con su nombre. El viernes 15 de junio de 2012, el grupo de teatro 'Passió per Sagunt' actuó en una escena en la cual Romeu partía hacia Valencia con sus 2000 hombres. El alcalde dio un discurso para la ocasión y la banda Lira Saguntina tocó diversos himnos. En el acto estuvo presente el quinto conde de Sagunto, Antonio Romeu Fernández. Todo esto tuvo lugar en el parque llamado "Bicentenario de Romeu" al norte del Palancia. En la localidad de Sot de Chera, 'Passió per Sagunt' recreó el apresamiento de Romeu y el fusilamiento de sus 40 guerrilleros. En el monumento de Romeu en la plaza Cronista Chabret de Sagunto, el 12 de junio de 2012, se le impuso una corona de laurel.